# Glenn Poshard

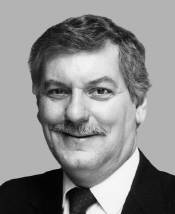
Glenn Poshard

Glenn Poshard (* 30. Oktober 1945 in Herald, White County, Illinois) ist ein US-amerikanischer Politiker. Zwischen 1989 und 1999 vertrat er den Bundesstaat Illinois im US-Repräsentantenhaus.

## Werdegang
Glenn Poshard besuchte zwischen 1950 und 1958 die Herald Elementary School und danach bis 1962 die Carmi Township High School. Zwischen 1962 und 1965 diente er in der US Army. Danach studierte er bis 1974 an der Southern Illinois University Carbondale. In den folgenden Jahren bekleidete er verschiedene Positionen im Bildungsbereich. Er war unter anderem als Lehrer und Trainer tätig. Zwischen 1974 und 1984 war er Direktor beim Area Service Center for Educators of the gifted, einer Einrichtung zur Förderung hochbegabter Schüler. Gleichzeitig schlug er als Mitglied der Demokratischen Partei eine politische Laufbahn ein. Zwischen 1984 und 1988 saß er im Senat von Illinois.
Bei den Kongresswahlen des Jahres 1988 wurde Poshard im 22. Wahlbezirk von Illinois in das US-Repräsentantenhaus in Washington, D.C. gewählt, wo er am 3. Januar 1989 die Nachfolge von Kenneth J. Gray antrat. Nach vier Wiederwahlen konnte er bis zum 3. Januar 1999 fünf Legislaturperioden im Kongress absolvieren. Seit 1993 vertrat er dort als Nachfolger von Terry L. Bruce den 19. Distrikt seines Staates.
Im Jahr 1998 verzichtete Glenn Poshard auf eine weitere Kongresskandidatur. Stattdessen bewarb er sich erfolglos für das Amt des Gouverneurs von Illinois, wobei er dem Republikaner George Ryan unterlag. Nach dem Ende seiner Zeit im US-Repräsentantenhaus gründete Poshard zusammen mit seiner Frau Jo die Poshard Foundation for Abused Children, eine Stiftung zur Hilfe von missbrauchten Kindern. Seit 2006 ist Glenn Poshard Präsident der Southern Illinois University.